# Vodosprema
Vodosprema je građevina za spremanje i pričuvu vode u sklopu vodovodne mreže. Glavna joj je svrha izjednačivanje dnevnih oscilacija potrošnje i ostvarivanje stabilnosti pogonskih tlakova u mreži. Vodospreme se uglavnom izvode s najmanje dvije vodne komore, pogonski povezane potrebnim cjevovodima, pa mogu djelovati posebno i zajedno. Najčešće se grade od armiranoga betona, čelika, kamenoga ziđa i slično, što ovisi o vrsti tla, klimatskim uvjetima i drugo. Prema položaju, s obzirom na površinu tla, vodospreme su najčešće ukopane (podzemne) ili visinske (vodotoranj).
Vodosprema je građevni objekt u kojem se voda skuplja u dijelovima dana ili noći kada je potrošnja najmanja, a služi u onim razdobljima kada je potrošnja povećana iznad srednje dnevne. Te građevine moraju biti tehnički i sanitarno besprijekorno izvedene, a njihov obujam dovoljan da osigura potrebnu količinu vode u satima najveće potrošnje, maksimalno opterećenoga dana ili za gašenje požara. Smještaj vodospreme nastoji se predvidjeti na takvoj visini da osigurava potreban opskrbni tlak u najkritičnijoj točki naselja.

## Vodotoranj
Vodotoranj je visinska vodosprema izgrađena na vrhu tornja. Gradi se u nizinskim područjima, gdje nije moguće izgraditi ukopanu vodospremu na povišenu položaju iz koje bi voda u vodovod tekla prirodnim padom. Najčešće ima razmjerno mali obujam (volumen), jer je njegova izgradnja 3 do 4 puta skuplja od izgradnje ukopane vodospreme. Armiranobetonski ili čelični spremnik postavlja se na jedan ili više stupova (od armiranoga ili prednapetoga betona, čelika ili opeke). Ukupna visina obično ne prelazi 40 metara. Raznovrsnih je oblika, uvjetovanih tehničkim razlozima, ali i oblikovnim, pa nerijetko vodosprema postaje prepoznatljivo obilježje naselja ili grada.